# Helen of Troy - Il destino di un amore
Helen of Troy - Il destino di un amore (Helen of Troy) è una miniserie televisiva in due puntate co-prodotta da Stati Uniti, Malta e Grecia nel 2003, e diretta da John Kent Harrison. Ispirata al poema epico L'Iliade, racconta la vicenda di Elena di Troia, interpretata da Sienna Guillory.
Trasmessa negli Stati Uniti il 20 e 21 aprile 2003 sulla rete USA Network, in Italia è andata in onda in prima serata su Italia 1 il 30 e 31 maggio 2004.

## Trama
La miniserie ripercorre la vita della fanciulla, iniziando con la nascita di Paride (Matthew Marsden) e la profezia di Cassandra (Emilia Fox) secondo cui sarebbe stato la causa della distruzione di Troia. Il padre di Paride, il re Priamo (John Rhys-Davies), lo lascia sul monte Ida, dove viene allevato dal pastore Agelao. Quando sarà cresciuto (in quello che è noto come il giudizio di Paride), incontra le dee Era, Atena e Afrodite, che gli chiedono di giudicare quale di loro sia la più bella. Era gli offre il potere e Atena gli offre la vittoria, ma lui sceglie Afrodite, che gli promette l'amore della donna più bella del mondo.
A Sparta, Elena (Sienna Guillory) incontra Agamennone (Rufus Sewell), che è venuto a reclamare sua sorella Clitennestra (Katie Blake) come sua sposa ma è attratto da Elena, intanto rapita da due ateniesi, tra cui Teseo (Stellan Skarsgård). Suo fratello Polluce (Craig Kelly) fa irruzione ad Atene per salvarla, ma Teseo lo uccide e, in preda alla rabbia, il padre di Elena, Tindaro, la presenta ai numerosi corteggiatori che cercano la sua mano. Vari uomini competono e viene sposata a Menelao (James Callis), mentre gli altri corteggiatori giurano di dichiarare guerra a chiunque non rispetti le pretese del marito nei suoi confronti.
Paride viene inviato a Sparta per stipulare un trattato di pace con Menelao, cosa che fa arrabbiare Agamennone. Il trattato viene rifiutato e Menelao e Agamennone complottano per farlo assassinare. Paride incontra Elena, conquista il suo amore e i due fuggono a Troia, mentre Menelao chiede a suo fratello di dichiarare guerra a Troia e gli ex corteggiatori si riuniscono per mantenere il loro giuramento. Quando i Greci arrivano per chiedere la restituzione di Elena, Priamo rifiuta. I Greci attaccano e occupano Troia.
La guerra infuria. Agamennone accetta di farla finita se, in un unico duello, Menelao vincerà su Paride. Agamennone avvelena il giavellotto di Menelao e Paride viene ferito ma Menelao interrompe la lotta e i due uomini fanno la pace. Ettore (Daniel Lapaine) sfida Agamennone a un duello all'ultimo sangue; Achille (Joe Montana) accetta la sfida e uccide Ettore. Per cercare di salvare Paride, Elena tenta di arrendersi ad Agamennone, ma Paride interviene. Achille lo carica, ma Paride lo colpisce con una freccia al tallone e viene salvato dai soldati troiani, ma Agamennone lo trafigge e Paride muore tra le braccia di Elena.
Durante il funerale di Paride, i greci sembrano salpare, lasciando sulla spiaggia un enorme cavallo di legno, portato in città, ma all'interno del cavallo ci sono soldati greci. Quando la città dorme, i Greci uccidono Priamo ed Ecuba (Maryam d'Abo). Agamennone si siede sul trono di Troia, dichiarandosi imperatore dell'Egeo e sovrano del mondo, poi si fa portare Elena e la violenta. La mattina dopo, mentre i soldati greci saccheggiano la città, arriva Clitennestra, che salva sua sorella e uccide suo marito per vendicare la morte della piccola Ifigenia, da lui sacrificata per propiziare, anni prima, la partenza.
Elena vaga per la città in rovina. Nel luogo in cui è sepolto Paride, vede il suo fantasma e lei lo implora di portarla con sé nell'aldilà ma lui dice che deve aspettare il suo momento. Un compassionevole Menelao la riporta a Sparta, dove regneranno come re e regina, mentre Troia, un tempo il regno più ricco di tutti, è lasciata in rovina.

## Differenze con il mito
- Il giuramento dei pretendenti di Elena è diverso rispetto al mito, in cui i pretendenti sacrificano un cavallo e giurano con il sangue, mentre nel film giurano senza alcun sacrificio.
- Nel mito Menelao non si trova a Sparta quando fugge Elena, che non rimane così poco tempo a Sparta, ma dieci anni. La guerra di Troia nel film scoppia due mesi dopo la loro fuga, mentre nel mito avviene molti mesi, se non anni, dopo.
- Ifigenia appare soltanto come una bambina che non sa ancora scrivere mentre nel mito è una adolescente.
- Achille nella serie appare come un guerriero sanguinario, nell'Iliade viene visto come un nobile e forte guerriero; non viene, inoltre, menzionato Patroclo, causa dell'ira di Achille e della morte di Ettore nel mito.
- Agamennone nella miniserie viene ucciso da Clitennestra a Troia, ma nel mito le vicende sono ben diverse: Agamennone fa di Cassandra la sua schiava e la porta a Micene, dove verranno assassinati da Clitennestra e dal suo amante Egisto.

## Curiosità
- La miniserie presenta un diverso doppiaggio per l'edizione home-video.